# Contactloos betalen

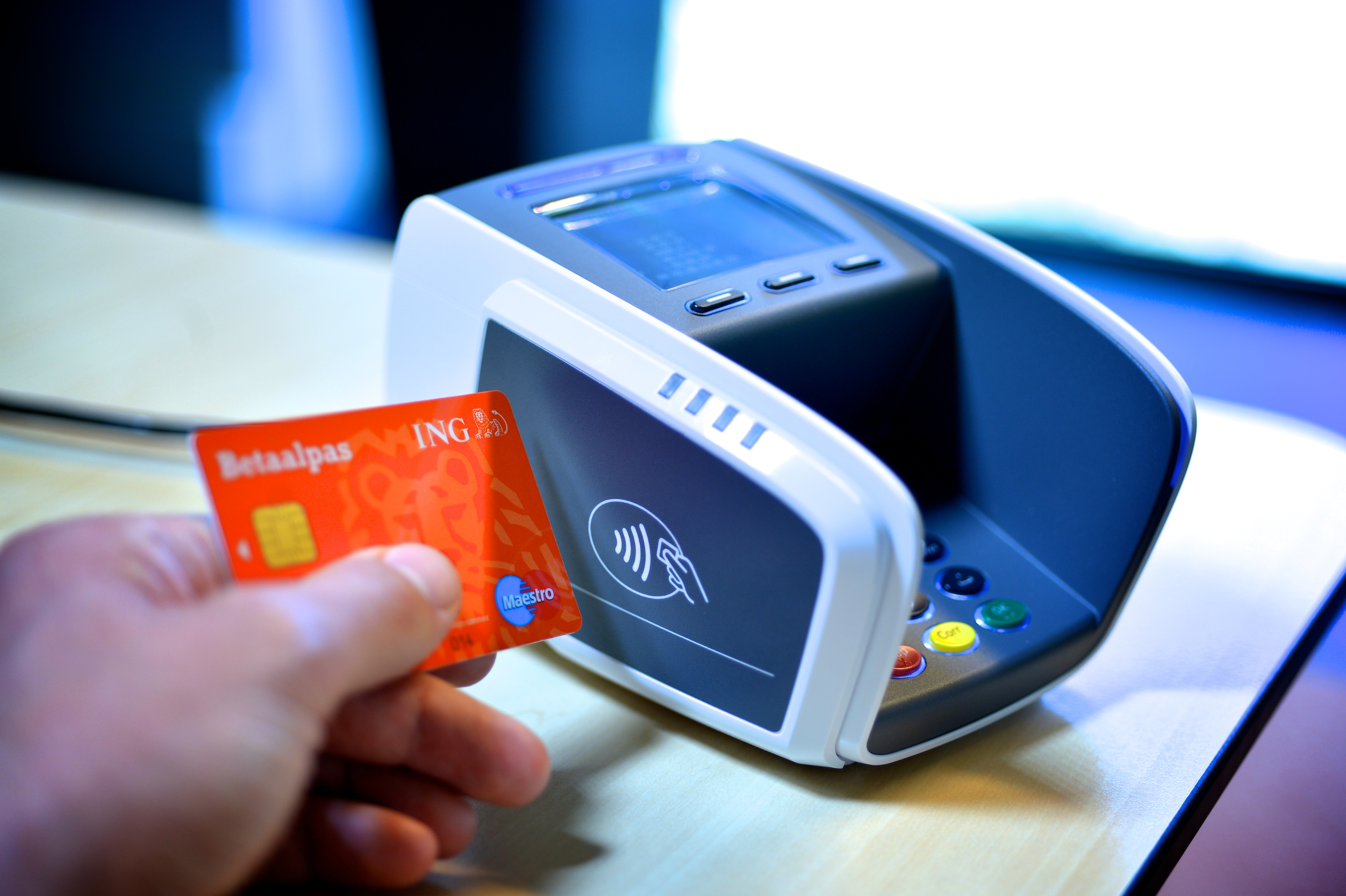
Automaat voor onder meer contactloos betalen. Bij het getoonde type automaat moet de pas (anders dan getoond) plat tegen (of vlak bij) de zijkant worden gehouden.

Contactloos betalen is een manier om bij een daarvoor geschikte betaalautomaat van de begunstigde betalingen uit te voeren, met bijvoorbeeld een bankpas of smartphone, waarbij de communicatie tussen pas of smartphone en betaalautomaat zonder fysiek contact verloopt.

## Nederland

### Betaalpas
In Nederland gebeurt contactloos betalen sinds 2013 met een betaalpas met een NFC-tag. De klant met een betaalkaart die deze extra functie heeft, kan contactloos betalen. Op het bankrekeningoverzicht wordt er geen verschil aangegeven tussen contactloos en traditioneel pinnen.

#### Contactloos betalen bij een betaalautomaat met de mogelijkheid een pincode in te toetsen
"Pinnen" is in het spraakgebruik de overkoepelende term voor drie manieren van betalen: de kaart bij het apparaat houden met of zonder intoetsen van de pincode, en de traditionele methode van de kaart in het apparaat schuiven en de pincode intoetsen. Als er nog een andere manier van betalen is kan de klant gemakshalve tegenover de medewerker of automaat aangeven dat hij wil pinnen, want de voorbereidende handeling die de medewerker of automaat moet verrichten komt voor alle drie de methoden overeen. Als alleen pinnen (in de genoemde ruime zin) mogelijk is vervalt deze stap. Het bedrag verschijnt dan op het scherm. De klant houdt de pas tegen (of vlak bij) een zijkant of voor het beeldschermpje van de betaalautomaat met NFC. Zo kan betalen van bedragen tot en met € 50 worden betaald zonder pincode in te toetsen. Verder kan maximaal € 100 achtereenvolgens zo worden betaald. Daarna wordt opnieuw een pincode gevraagd. Het in het apparaat schuiven van de kaart is alleen nodig als de kaart of het apparaat niet geschikt is voor contactloos betalen (en bij het bewust resetten van de teller zoals hieronder genoemd).

#### Contactloos betalen bij een betaalautomaat zonder de mogelijkheid een pincode in te toetsen
Bij sommige betaalautomaten is er geen mogelijkheid een pincode in te toetsen. Dit is bijvoorbeeld vaak het geval bij een automaat voor consumpties of voor toegang tot een toilet. Het gaat dan om een bedrag dat niet groter is dan € 50. Als met deze betaling de bovengenoemde grens van € 100 wordt overschreden dan is betaling niet mogelijk. Om te voorkomen dat dit ongemak zich daadwerkelijk voordoet kan het nuttig zijn af en toe de kaart in het apparaat te schuiven en de pincode in te toetsen waar dit wel mogelijk is (het is namelijk zonder de kaart in het apparaat te schuiven niet mogelijk te kiezen tussen wel of niet de pincode intoetsen: als het niet hoeft is de betaling al verricht zodra de kaart bij het apparaat wordt gehouden), zodat de teller weer op nul komt te staan.

##### Aanbieden betaalkaart vóór het bedrag vaststaat
Er is ook een systeem waarbij de betaalkaart wordt aangeboden vóór het bedrag vaststaat, bijvoorbeeld bij het betreden van een winkel. Bij het verlaten van de winkel is de rekening te zien en bevestigt de klant de betaling zonder dat opnieuw de betaalkaart (of andere identificatie) wordt aangeboden. Dit was in 2020 het geval bij een kleine experimentele winkel van Albert Heijn ("digitale winkel" genoemd, niet te verwarren met een webwinkel) waarbij de klant geautomatiseerd gevolgd werd door de winkel en daarbij werd bijgehouden welke producten de klant pakte, en in acht werd genomen welke daarvan hij weer terugzette.
In 2022 is er een op soortgelijke wijze geautomatiseerde Aldi aan de Lange Viestraat in Utrecht geopend. De winkel is alleen toegankelijk voor klanten die een app hebben geïnstalleerd, en deze hebben gekoppeld aan een creditcard. In de winkel kan de klant niet zien of de vergaarde boodschappen overeenkomen met die welke in rekening zullen worden gebracht. Na vertrek uit de winkel wordt de kassabon binnen een uur per e-mail toegestuurd. In de app kan alleen, na verloop van tijd, het totaalbedrag worden gezien. Eerder in 2022 was een dergelijke Aldi in Greenwich geopend.

#### Geschiedenis
Eerdere systemen voor betalen zonder contant geld en zonder intoetsen van een pincode waren de chipknip en de chipper.

### OV-chipkaart
De OV-chipkaart heeft ook een NFC-chip om contactloos diensten te kunnen afnemen.

## België

### In de meeste bankkaarten
Sinds 2019 worden alle nieuwe debet- en kredietkaarten uitgerust met NFC-technologie.
Aangezien bepaalde Belgische banken ervoor opteerden om nieuwe kaarten met NFC-technologie pas op de vervaldag van de bestaande bankkaart aan de klant te bezorgen, kan het nog tot 2023 duren vooraleer elke klant een kaart heeft maar hij contactloos meer kan betalen.  
Ook de kredietkaartmaatschappijen VISA en MasterCard zijn jaren geleden gestart met het uitrollen van NFC-technologie in hun kaarten.

### Contactloos betalen zonder code tot 50 euro
Contactloos betalen werd door de Belgische banken sterk gepromoot met het oog op het verhogen van het aantal elektronische betalingen voor kleine bedragen (Low Value Payments) en kwam tegemoet aan de problemen die klanten en handelaars ondervonden met ter ziele gegane systeem Proton.
Standaard kan men tot 50 euro (sinds 14 april 2020 verhoogd van € 25 naar € 50) contactloos betalen zonder code. Uitgaven voor meer dan 50 euro vereisen steeds de geheime code.

### Mobiele gsm-betalingen
Via de Bancontact-app (soms ingebouwd in de bankapplicatie) konden het gros van de Belgische bankklanten via hun Androidtelefoon contactloos betalen.
Voor iOS was dit enkel beschikbaar voor klanten van BNP Paribas Fortis.